# USS Boston (SSN-703)
Pour les autres navires du même nom, voir USS Boston.
L'USS Boston (SSN-703) est un sous-marin nucléaire d'attaque de classe Los Angeles en service dans l'US Navy de 1982 à 1999.

## Histoire

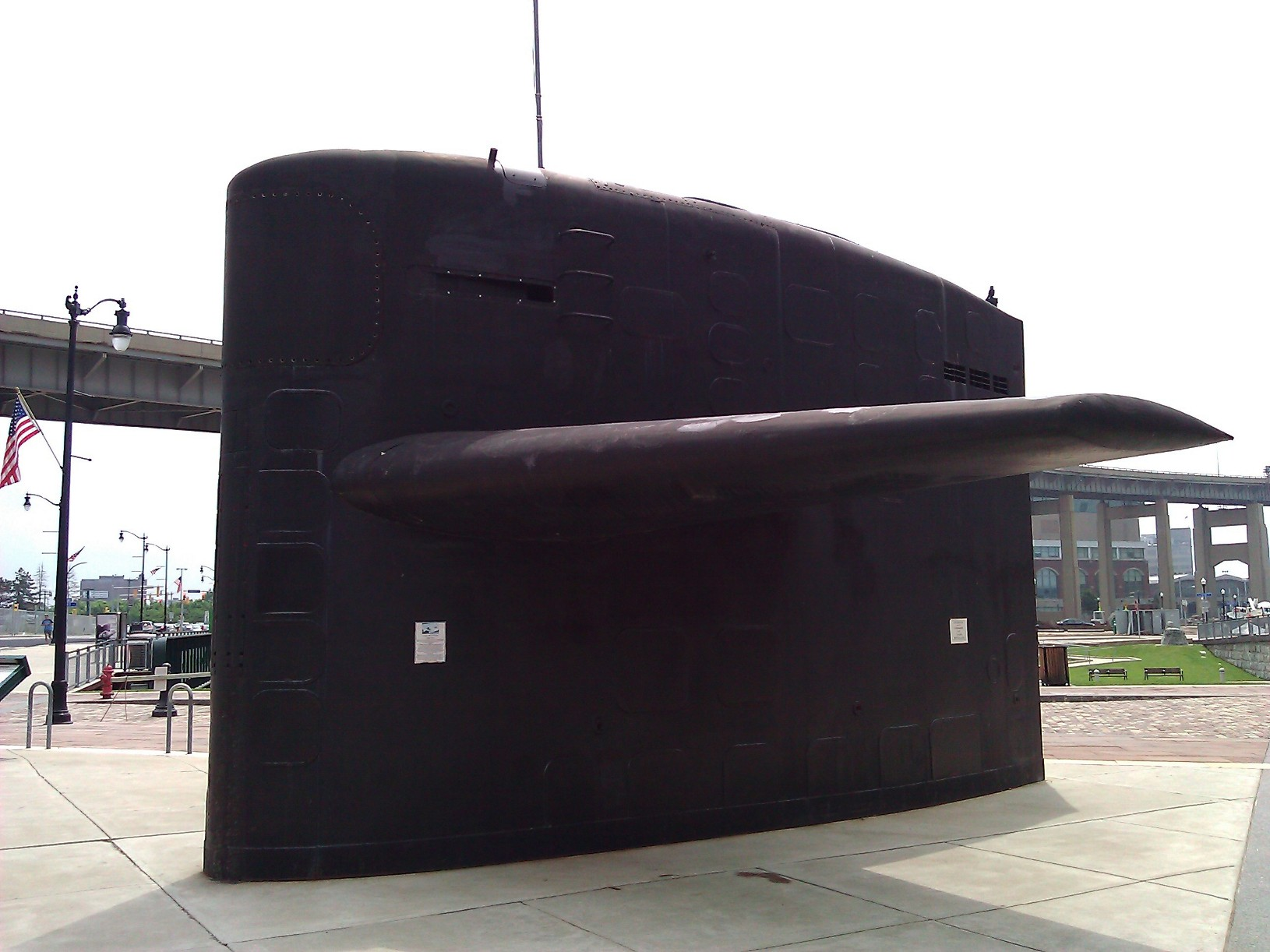
Le kiosque du Boston à Buffalo.

Construit au chantier naval Electric Boat de Groton, le Boston  entre en service le 30 janvier 1982.
En 1998, il participe à un exercice UNITAS en Amérique du Sud.
Le 19 novembre 1999, le Boston est retiré du service et rayé des listes. Son kiosque est exposé à Buffalo.

## Dans la fiction
Le Boston fait une apparition dans le roman de Tom Clancy Tempête rouge, où il lance des missiles de croisière sur des bases aériennes en Union soviétique. Alors qu'il escorte son sister-ship endommagé Providence hors du champ de bataille, il est coulé par des torpilles  tirées par un sous-marin  de classe Alfa.